# John Bormann
Pour les articles homonymes, voir Bormann.
John William Bormann (né le 4 avril 1993 à Danville, Virginie, États-Unis) est un receveur des Pirates de Pittsburgh de la Ligue majeure de baseball.

## Carrière
Joueur des Roadrunners de l'université du Texas à San Antonio, John Bormann est choisi au repêchage amateur à deux reprises : il ignore la première offre après avoir été réclamé au 19e tour de sélection par les Angels de Los Angeles en 2014, puis signe son premier contrat professionnel avec les Pirates de Pittsburgh, qui le repêchent au 24e tour en 2015. Il est le premier ancien joueur des Roadrunners de l'université du Texas à San Antonio à atteindre la Ligue majeure de baseball.
Bormann commence sa carrière professionnelle dans les ligues mineures en 2015. En 2017, il passe directement du niveau A des ligues mineures au niveau majeur, lorsque les Pirates de Pittsburgh le rappellent à la suite de la blessure subie par le receveur Francisco Cervelli. Bormann fait ses débuts dans le baseball majeur pour Pittsburgh le 30 avril 2017 face aux Marlins de Miami.